# باول غاي
باول غاي (بالفرنسية: Paul Gay)‏ هو مغني أوبرا فرنسي، ولد في 8 نوفمبر 1968 في باريس في فرنسا.

## وصلات خارجية
- باول غاي على موقع IMDb (الإنجليزية)
- باول غاي على موقع ميوزك برينز (الإنجليزية)